# Струго-Красненский район
Струго-Красненский район — административно-территориальная единица (район) на северо-востоке Псковской области России. В границах района образован одноимённый муниципальный округ (в 2004-2023 годах — муниципальный район).
Административный центр — посёлок городского типа Струги Красные.

## География
Площадь района — 3164 км². Район граничит с Порховским, Псковским, Гдовским и Плюсским районами Псковской области, а также с Новгородской областью.
Основные реки — Курея, Ситня, Люта, Пскова. Основные озёра — Щирское, Чёрное, Долгое, Кебское, Подольское, Веленское.
В 29 км к западу от Струг-Красных расположена высшая точка Лужской возвышенности гора Кочебуж (204,8 м.).

## История
Район образован 1 августа 1927 году в составе Лужского округа Ленинградской области. В его состав вошли следующие сельсоветы:
- из Струго-Красненской волости Лужского уезда: Всинский, Вязенский, Жданский, Заозерский, Запольский, Захонский, Комаринский, Кочегощский, Логовещенский, Павский, Перехожский, Подольский, Поречский, Рожницкий, Сковородкинский, Струго-Красненский, Холохинский, Хрединский, Червищенский, Шилинский, Щирской и Яблонецкий;
- из Михайловской волости Лужского уезда: Боротненский, Дертинский, Зеленицкий и Ручьёвский;
- из Соседненской волости Лужского уезда: Мошниковский и Сафроногорский;
- из Узьминской волости Гдовского уезда: Аксовский, Зовецкий, Игаевский, Новожелченский, Островский, Подольский, Рецкий, Сиковицкий, Симанологский и Узьминский.

23 июля 1930 года в связи с упразднением Лужского округа район перешёл в прямое подчинение Ленинградской области.
1 января 1932 года к Струго-Красненскому району были присоединены 13 с/с упразднённого Новосельского района и 4 с/с упразднённого Плюсского района. 15 февраля 1935 года Новосельский и Плюсский районы были восстановлены, в их состав из Струго-Красненского района были переданы 13 и 1 с/с соответственно.
С 22 марта 1935 года по 1940 год Струго-Красненский район входил в состав Псковского пограничного округа Ленинградской области. С 23 августа 1944 года район находится в составе Псковской области.
Границы Струго-Красненского района неоднократно изменялись. 5 апреля 1946 года его юго-восточная часть в составе Лудонского, Боротненского, Всинского, Дертинского, Хрединского и Павского сельских Советов отошла во вновь образованный Павский район. 14 января 1958 года в результате укрупнения районов к Стругам-Красным был присоединён полностью Новосельский район, а 3 октября 1959 года и отошедшая ранее часть Павского района по деревню Залазы, но без самих Пав.
В 1963 году произошло новое укрупнение районов связанное с образованием промышленных и сельских районов. К сельскому району с центром в Стругах-Красных был присоединён Плюсский район, оба района были вновь восстановлены в старых границах в 1965 году, после упразднения деления на сельские и промышленные районы.
Законом Псковской области от 02.03.2023 № 2348-ОЗ "О преобразовании муниципальных образований, входящих в состав муниципального образования "Струго-Красненский район" муниципальный район преобразован в округ.

## Население
| 1959    | 1970    | 1979    | 1989    | 2002    | 2009    | 2010    | 2011    | 2012    |
| ------- | ------- | ------- | ------- | ------- | ------- | ------- | ------- | ------- |
| 26 128  | ↘21 526 | ↘18 055 | ↘16 292 | ↗16 579 | ↘14 796 | ↘13 466 | ↘13 444 | ↘12 926 |
| 2013    | 2014    | 2015    | 2016    | 2017    | 2018    | 2019    | 2020    | 2021    |
| ↘12 018 | ↘11 450 | ↘11 030 | ↘10 683 | ↘10 339 | ↘10 026 | ↗10 129 | ↘9820   | ↗10 083 |
| 2023    |         |         |         |         |         |         |         |         |
| ↘9758   |         |         |         |         |         |         |         |         |

По состоянию на 1 января 2023 года из 9758 жителей района в городских условиях (в пгт Струги Красные) проживают 49,92 % населения района (или 4871 человек), в сельских — 50,08 % или 4887 человек.
По данным переписи населения 2010 года численность населения района составляла 13466 человек, в том числе 8447 городских жителей (62,73 % от общего населения) и 5019 сельских жителей (37,27 %).

### Национальный состав
По итогам переписи населения 2020 года проживали следующие национальности (национальности менее 0,1 % и другое, см. в сноске к строке «Другие»):
| Национальность | Численность, чел. | Доля     |
| -------------- | ----------------- | -------- |
| Русские        | 9511              | 94,33 %  |
| Украинцы       | 111               | 1,10 %   |
| Белорусы       | 70                | 0,69 %   |
| Азербайджанцы  | 46                | 0,46 %   |
| Армяне         | 25                | 0,25 %   |
| Татары         | 23                | 0,23 %   |
| Эстонцы        | 18                | 0,18 %   |
| Узбеки         | 18                | 0,18 %   |
| Аварцы         | 16                | 0,16 %   |
| Таджики        | 15                | 0,15 %   |
| Кумыки         | 13                | 0,13 %   |
| Другие         | 217               | 2,14 %   |
| Итого          | 10 083            | 100,00 % |

## Населённые пункты
По переписи 2002 года на территории района было 172 сельских населённых пункта, из которых в 5 деревнях население отсутствовало, ещё в 35 жило от 1 до 5 человек, в 20 — от 6 до 10 человек, в 49 — от 11 до 25 человек, в 30 — от 26 до 50 человек, в 18 — от 51 до 100 человек, в 5 — от 101 до 200 человек, в 8 — от 201 до 500 человек и 2 — от 501 до 1000 человек.
По переписи 2010 года на территории района было расположено 172 сельских населённых пункта, из которых в 23 деревнях население отсутствовало, ещё в 49 жило от 1 до 5 человек, в 19 — от 6 до 10 человек, в 41 — от 11 до 25 человек, в 25 — от 26 до 50 человек, в 4 — от 51 до 100 человек, в 4 — от 101 до 200 человек, в 5 — от 201 до 500 человек и 2 — селе Новоселье и деревне Марьино — от 501 до 1000 человек.
На данный момент в район входят 175 населённых пунктов, в том числе 1 городской (Струги Красные) и 174 сельских населённых пункта:
| №   | Населённый пункт                 | Тип      | Население | Муниципальное образование |
| --- | -------------------------------- | -------- | --------- | ------------------------- |
| 1   | Струги Красные                   | пгт      | ↗4871     | Струги Красные            |
| 2   | Алексеевка                       | деревня  | ↘3        | Новосельская волость      |
| 3   | Бабкино                          | деревня  | ↗16       | Новосельская волость      |
| 4   | Бельско                          | деревня  | ↗4        | Марьинская волость        |
| 5   | Березица                         | деревня  | ↗4        | Марьинская волость        |
| 6   | Бобовище                         | деревня  | ↗9        | Марьинская волость        |
| 7   | Борки                            | деревня  | →5        | Марьинская волость        |
| 8   | Бородкино                        | деревня  | ↗9        | Новосельская волость      |
| 9   | Босницы                          | деревня  | ↗54       | Новосельская волость      |
| 10  | Бровск                           | деревня  | ↘9        | Марьинская волость        |
| 11  | Вейтлус                          | деревня  | ↗131      | Новосельская волость      |
| 12  | Велени                           | деревня  | ↘41       | Новосельская волость      |
| 13  | Владимирский Лагерь              | местечко | ↘1575     | Струги Красные            |
| 14  | Вольный Дубок                    | деревня  | →0        | Марьинская волость        |
| 15  | Всини                            | деревня  | ↘10       | Новосельская волость      |
| 16  | Выборово                         | деревня  | ↘12       | Марьинская волость        |
| 17  | Высокое                          | деревня  | ↘13       | Марьинская волость        |
| 18  | Гаврилова Гора                   | деревня  | ↗9        | Марьинская волость        |
| 19  | Гмырино                          | деревня  | ↘13       | Новосельская волость      |
| 20  | Горбы                            | деревня  | ↗14       | Новосельская волость      |
| 21  | Гористо                          | деревня  | ↗10       | Новосельская волость      |
| 22  | Горка                            | деревня  | ↘6        | Марьинская волость        |
| 23  | Горки                            | деревня  | ↗2        | Новосельская волость      |
| 24  | Горское Лесничество              | деревня  | ↗30       | Новосельская волость      |
| 25  | Горушка                          | деревня  | ↘12       | Марьинская волость        |
| 26  | Давыдово                         | деревня  | ↘8        | Марьинская волость        |
| 27  | Дворище                          | деревня  | ↘3        | Марьинская волость        |
| 28  | Дворьково                        | деревня  | ↗12       | Новосельская волость      |
| 29  | Деева Горка                      | деревня  | ↘5        | Марьинская волость        |
| 30  | Демяховщина                      | деревня  | ↗61       | Новосельская волость      |
| 31  | Дертины                          | деревня  | ↗40       | Новосельская волость      |
| 32  | Добриво                          | деревня  | ↘5        | Марьинская волость        |
| 33  | Домкино                          | деревня  | ↘11       | Марьинская волость        |
| 34  | Дубницы                          | деревня  | →0        | Марьинская волость        |
| 35  | Дуброво                          | деревня  | →1        | Марьинская волость        |
| 36  | Дулова Гора                      | деревня  | ↘7        | Новосельская волость      |
| 37  | Жабенец                          | деревня  | ↗47       | Новосельская волость      |
| 38  | Ждани                            | деревня  | ↗261      | Марьинская волость        |
| 39  | Жеглицы                          | деревня  | ↗3        | Новосельская волость      |
| 40  | Жидишино                         | деревня  | ↗4        | Марьинская волость        |
| 41  | Жуковичи                         | деревня  | ↗24       | Новосельская волость      |
| 42  | Заборье                          | деревня  | ↘8        | Новосельская волость      |
| 43  | Задорье                          | деревня  | ↗11       | Марьинская волость        |
| 44  | Заклинье                         | деревня  | →0        | Новосельская волость      |
| 45  | Залазы                           | деревня  | ↗51       | Новосельская волость      |
| 46  | Замошье                          | деревня  | →6        | Марьинская волость        |
| 47  | Замошье                          | деревня  | ↗62       | Новосельская волость      |
| 48  | Замушки                          | деревня  | ↗1        | Новосельская волость      |
| 49  | Заозерье                         | деревня  | ↘9        | Марьинская волость        |
| 50  | Заозерье                         | деревня  | →3        | Новосельская волость      |
| 51  | Заполье                          | деревня  | ↗56       | Марьинская волость        |
| 52  | Заполье                          | деревня  | ↗155      | Новосельская волость      |
| 53  | Заполье                          | деревня  | ↘1        | Марьинская волость        |
| 54  | Запорово                         | деревня  | ↗14       | Новосельская волость      |
| 55  | Заречье                          | деревня  | ↘7        | Марьинская волость        |
| 56  | Заручевье                        | деревня  | ↘1        | Марьинская волость        |
| 57  | Зарябинка                        | деревня  | ↘16       | Марьинская волость        |
| 58  | Засеки                           | деревня  | ↗16       | Новосельская волость      |
| 59  | Захолустье                       | деревня  | →0        | Новосельская волость      |
| 60  | Зачеренье                        | деревня  | ↗1        | Марьинская волость        |
| 61  | Збуд                             | деревня  | →3        | Новосельская волость      |
| 62  | Зовка                            | деревня  | ↗39       | Марьинская волость        |
| 63  | Ивановщина                       | деревня  | ↗1        | Новосельская волость      |
| 64  | Игаево                           | деревня  | ↗1        | Марьинская волость        |
| 65  | Катежно                          | деревня  | ↗126      | Новосельская волость      |
| 66  | Кебско                           | деревня  | ↗55       | Новосельская волость      |
| 67  | Кириково                         | деревня  | ↗35       | Марьинская волость        |
| 68  | Княжицы                          | деревня  | ↘28       | Новосельская волость      |
| 69  | Комарино                         | деревня  | ↗20       | Новосельская волость      |
| 70  | Костелёво                        | деревня  | ↗96       | Марьинская волость        |
| 71  | Коты                             | деревня  | →0        | Новосельская волость      |
| 72  | Кочегоще                         | деревня  | ↗1        | Марьинская волость        |
| 73  | Кочерицы                         | деревня  | ↘6        | Новосельская волость      |
| 74  | Красная Горка                    | деревня  | ↘30       | Новосельская волость      |
| 75  | Красный Дубок                    | деревня  | ↗8        | Марьинская волость        |
| 76  | Ксти                             | деревня  | →19       | Новосельская волость      |
| 77  | Кубасово                         | деревня  | →4        | Новосельская волость      |
| 78  | Кузнецово                        | деревня  | →3        | Новосельская волость      |
| 79  | Курско                           | деревня  | →0        | Марьинская волость        |
| 80  | Лазуни                           | деревня  | ↗19       | Новосельская волость      |
| 81  | Лапино                           | деревня  | ↗45       | Новосельская волость      |
| 82  | Лежно                            | деревня  | ↘14       | Новосельская волость      |
| 83  | Липно                            | деревня  | ↗36       | Новосельская волость      |
| 84  | Лудони                           | деревня  | ↗381      | Новосельская волость      |
| 85  | Лычно                            | деревня  | ↘2        | Марьинская волость        |
| 86  | Мараморочка                      | деревня  | ↗24       | Новосельская волость      |
| 87  | Марьино                          | деревня  | ↗648      | Марьинская волость        |
| 88  | Машутино                         | деревня  | ↗5        | Марьинская волость        |
| 89  | Маяково                          | деревня  | ↗72       | Новосельская волость      |
| 90  | Могутово                         | деревня  | ↗38       | Новосельская волость      |
| 91  | Молоди                           | деревня  | ↗195      | Новосельская волость      |
| 92  | Моложане                         | деревня  | ↘14       | Новосельская волость      |
| 93  | Мошнино                          | деревня  | ↘9        | Марьинская волость        |
| 94  | Музовер                          | деревня  | →10       | Марьинская волость        |
| 95  | Мурово                           | деревня  | ↘0        | Новосельская волость      |
| 96  | Негино                           | деревня  | ↗3        | Новосельская волость      |
| 97  | Нишева                           | деревня  | ↗6        | Марьинская волость        |
| 98  | Новая Деревня                    | деревня  | ↗20       | Марьинская волость        |
| 99  | Новая Жизнь                      | деревня  | ↗11       | Марьинская волость        |
| 100 | Новоселье                        | деревня  | ↗46       | Новосельская волость      |
| 101 | Новоселье                        | село     | ↗690      | Новосельская волость      |
| 102 | Новые Поляны                     | деревня  | ↘0        | Новосельская волость      |
| 103 | Обод                             | деревня  | ↗6        | Марьинская волость        |
| 104 | Озерево                          | деревня  | ↘10       | Марьинская волость        |
| 105 | Озерово                          | деревня  | ↗14       | Новосельская волость      |
| 106 | Ольгино                          | деревня  | →3        | Марьинская волость        |
| 107 | Орехово                          | деревня  | →1        | Марьинская волость        |
| 108 | Орлова Гора                      | местечко | ↘4        | Струги Красные            |
| 109 | Остров                           | деревня  | ↗12       | Марьинская волость        |
| 110 | Павлово                          | деревня  | ↗6        | Новосельская волость      |
| 111 | Палицы                           | деревня  | ↗54       | Новосельская волость      |
| 112 | Пахомово                         | деревня  | ↗6        | Новосельская волость      |
| 113 | Первенец                         | деревня  | ↗14       | Новосельская волость      |
| 114 | Перехожа                         | деревня  | ↗31       | Марьинская волость        |
| 115 | Пески                            | деревня  | ↘2        | Новосельская волость      |
| 116 | Печеново                         | деревня  | →0        | Новосельская волость      |
| 117 | Пламя                            | деревня  | ↗43       | Марьинская волость        |
| 118 | Плёсково                         | деревня  | ↗3        | Новосельская волость      |
| 119 | Погорелка                        | деревня  | ↘3        | Марьинская волость        |
| 120 | Подборовье                       | деревня  | ↗9        | Новосельская волость      |
| 121 | Подвязье                         | деревня  | ↗3        | Новосельская волость      |
| 122 | Подложье                         | деревня  | ↗58       | Новосельская волость      |
| 123 | Полоски                          | деревня  | ↗37       | Новосельская волость      |
| 124 | Поречье                          | деревня  | →4        | Новосельская волость      |
| 125 | Поречье                          | деревня  | ↗2        | Новосельская волость      |
| 126 | Поречье                          | деревня  | ↘7        | Новосельская волость      |
| 127 | Посткино                         | деревня  | ↗9        | Новосельская волость      |
| 128 | Прусово                          | деревня  | ↗7        | Марьинская волость        |
| 129 | Прусси                           | деревня  | ↗5        | Марьинская волость        |
| 130 | Пятчино                          | деревня  | ↗334      | Марьинская волость        |
| 131 | Радежа                           | деревня  | ↗48       | Новосельская волость      |
| 132 | Радонка                          | деревня  | ↘3        | Марьинская волость        |
| 133 | Раменье                          | деревня  | →2        | Новосельская волость      |
| 134 | Река                             | деревня  | ↘19       | Марьинская волость        |
| 135 | Речки                            | деревня  | ↗8        | Новосельская волость      |
| 136 | Ровное                           | деревня  | ↗363      | Марьинская волость        |
| 137 | Рожник                           | деревня  | ↗11       | Марьинская волость        |
| 138 | Рокино                           | деревня  | ↘1        | Марьинская волость        |
| 139 | Ротный Двор                      | деревня  | ↗118      | Новосельская волость      |
| 140 | Рошелёво                         | деревня  | ↗7        | Марьинская волость        |
| 141 | Рубежок                          | деревня  | ↗5        | Новосельская волость      |
| 142 | Рычково                          | деревня  | →0        | Марьинская волость        |
| 143 | Сафронова Гора                   | деревня  | ↗10       | Марьинская волость        |
| 144 | Сверетово                        | деревня  | ↘14       | Новосельская волость      |
| 145 | Серебрено                        | деревня  | →0        | Новосельская волость      |
| 146 | Середка                          | деревня  | →5        | Новосельская волость      |
| 147 | Сиковицы                         | деревня  | ↗183      | Марьинская волость        |
| 148 | Симанский Лог                    | деревня  | ↗7        | Марьинская волость        |
| 149 | Сковородка                       | деревня  | ↗44       | Марьинская волость        |
| 150 | Слезово                          | деревня  | ↗2        | Новосельская волость      |
| 151 | Собино                           | деревня  | ↗7        | Новосельская волость      |
| 152 | Соседно                          | деревня  | ↗23       | Новосельская волость      |
| 153 | Сосновка                         | деревня  | ↗3        | Марьинская волость        |
| 154 | Старище                          | деревня  | ↗5        | Новосельская волость      |
| 155 | Старково                         | деревня  | ↘2        | Новосельская волость      |
| 156 | Страшево                         | деревня  | →14       | Марьинская волость        |
| 157 | Строитель                        | деревня  | ↗7        | Новосельская волость      |
| 158 | Творожково                       | деревня  | ↗23       | Марьинская волость        |
| 159 | Теребуни                         | деревня  | ↗21       | Новосельская волость      |
| 160 | Тужерино                         | деревня  | ↗3        | Марьинская волость        |
| 161 | Турея                            | деревня  | ↘4        | Новосельская волость      |
| 162 | Углы                             | деревня  | ↗41       | Новосельская волость      |
| 163 | Узьмино                          | деревня  | ↗40       | Марьинская волость        |
| 164 | Феофилова Пустынь (б. Николаево) | деревня  | ↗19       | Новосельская волость      |
| 165 | Хредино                          | деревня  | ↗246      | Новосельская волость      |
| 166 | Цапелька                         | деревня  | ↗290      | Новосельская волость      |
| 167 | Церковщина                       | деревня  | →0        | Новосельская волость      |
| 168 | Череменка                        | деревня  | →2        | Новосельская волость      |
| 169 | Шабаново                         | деревня  | ↗1        | Новосельская волость      |
| 170 | Ширск                            | деревня  | ↗28       | Новосельская волость      |
| 171 | Щегли                            | деревня  | ↗11       | Новосельская волость      |
| 172 | Щир                              | деревня  | ↗42       | Марьинская волость        |
| 173 | Яблонец                          | деревня  | ↘16       | Марьинская волость        |
| 174 | Ягодно                           | деревня  | ↘15       | Новосельская волость      |
| 175 | Яковлево                         | деревня  | ↘1        | Новосельская волость      |

### Упразднённые населённые пункты
- 210 км
- 211 км
- 212 км
- 216 км
- Воскресенщина
- Загорье
- Комар
- Рычковский Клин
- Хитрово
- Юхново

## Муниципально-территориальное устройство

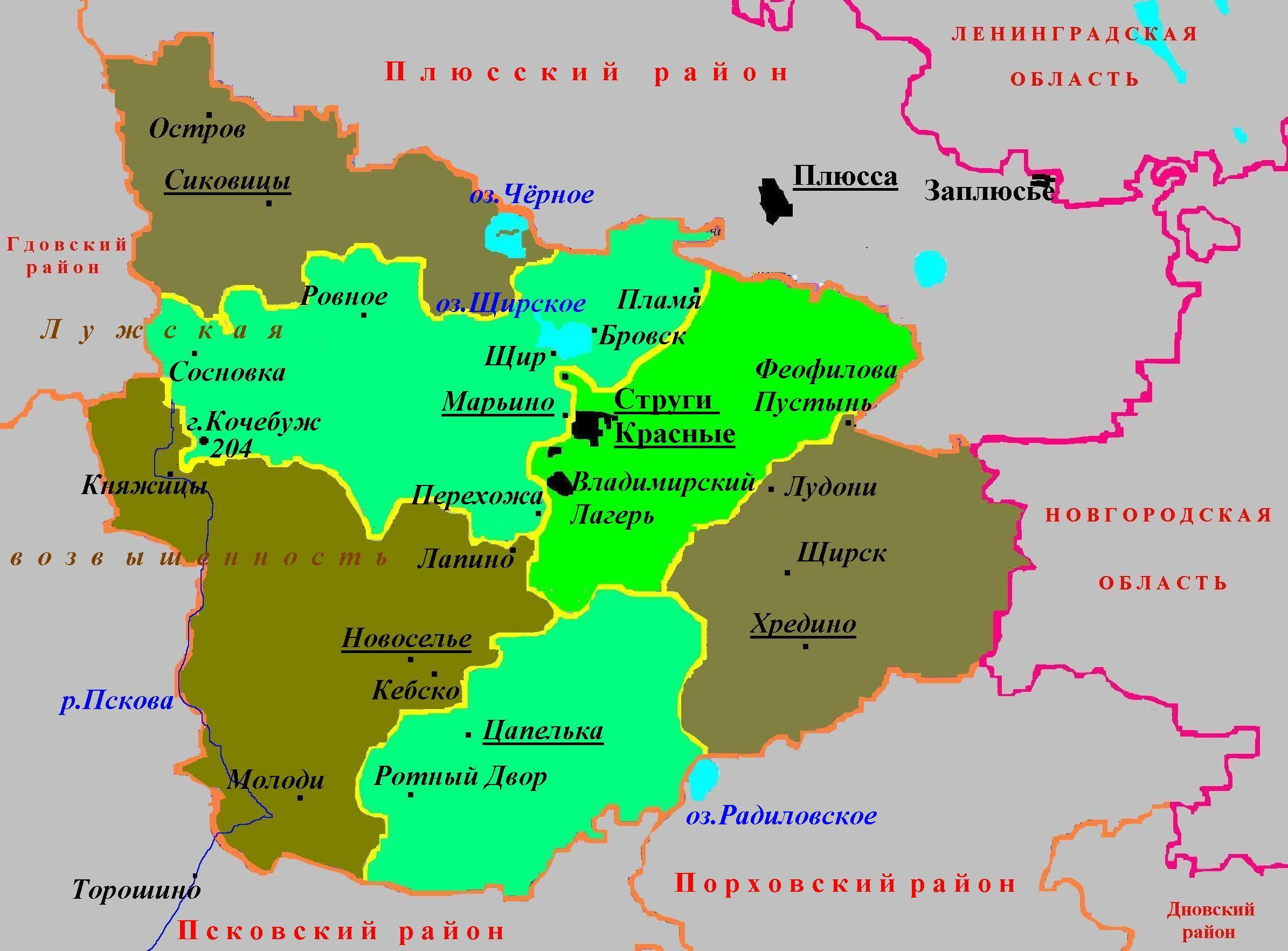
Административное деление Струго-Красненского района в 2010—2015 гг.

С апреля 2015 года в состав Струго-Красненского района входят 3 муниципальных образования, в том числе: 1 городское и 2 сельских поселения (волости):
| № | Муниципальное образование | Статус МО | Административный центр | Количество населённых пунктов | Население | Площадь, км² |
| - | ------------------------- | --------- | ---------------------- | ----------------------------- | --------- | ------------ |
| 1 | Струги Красные            | ГП        | р.п. Струги Красные    | 3                             | ↗6450     | 14,5         |
| 2 | Марьинская волость        | СП        | деревня Марьино        | 73                            | ↘1361     | 1072,5       |
| 3 | Новосельская волость      | СП        | село Новоселье         | 99                            | ↗2272     | 1582,6       |

### История административного устройства
С мая 1967 до января 1995 года Струго-Красненский район включал 1 поселковый совет (Струго-Красненский) и 7 сельских советов.
С января 1995 до января 2006 года район, помимо рабочего посёлка (пгт) Струги Красные, включал 7 волостей.
| № | Волость               | Население, 09.10.2002 чел. | Административный центр |
| - | --------------------- | -------------------------- | ---------------------- |
| 1 | Марьинская волость    | 1062                       | деревня Марьино        |
| 2 | Молодейская волость   | 525                        | деревня Молоди         |
| 3 | Новосельская волость  | 1816                       | село Новоселье         |
| 4 | Сиковицкая волость    | 866                        | деревня Сиковицы       |
| 5 | Симанологская волость | 657                        | деревня Ровное         |
| 6 | Хрединская волость    | 1218                       | деревня Хредино        |
| 7 | Цапельская волость    | 1133                       | деревня Цапе́лька       |

В январе 2006 года Молодейская волость была упразднена в пользу Новосельской волости.
С января 2006 до января 2010 года муниципальный район включал 7 муниципальных образований: 1 городское поселение (посёлок городского типа Струги Красные) и 6 сельских поселений (волостей).
На референдуме 1 марта 2009 г. было поддержано объединение Симанологской (д. Ровное) и Марьинской волостей. Законом Псковской области от 5 ноября 2009 года Симанологская волость была упразднена и к 1 января 2010 года включена в Марьинскую волость.
C января 2010 года до апреля 2015 года муниципальный район включал 6 муниципальных образований: одно городское поселение (пгт) и 5 сельских поселений (волостей).
| № | Муниципальное образование | Статус МО | Население, 14.10.2010 чел. | Население, 01.01.2015 чел. | Административный центр    |
| - | ------------------------- | --------- | -------------------------- | -------------------------- | ------------------------- |
| 1 | Струги Красные            | ГП        | 8447                       | 6909                       | пгт (р.п.) Струги Красные |
| 2 | Марьинская волость        | СП        | 1419                       | 1149                       | деревня Марьино           |
| 3 | Новосельская волость      | СП        | 1427                       | 1130                       | село Новоселье            |
| 4 | Сиковицкая волость        | СП        | 603                        | 503                        | деревня Сиковицы          |
| 5 | Хрединская волость        | СП        | 829                        | 712                        | деревня Хредино           |
| 6 | Цапельская волость        | СП        | 741                        | 627                        | деревня Цапе́лька          |

Законом Псковской области от 30 марта 2015 года Хрединская и Цапельская волости были упразднены и присоединены к сельскому поселению Новосельская волость; также в состав Марьинской волости была включена упразднённая Сиковицкая волость.

## Экономика
Преобладает вывоз леса и деревообработка. Имеется песчаный карьер.

## Транспорт
С северо-востока на юго-запад район пересекает железнодорожная магистраль Санкт-Петербург — Псков Октябрьской железной дороги со станциями: разъезд 197-й км, Струги Красные, Владимирский Лагерь, Лапино, Новоселье и Молоди. Восточнее её на протяжении 57 км по территории района проходит шоссе Санкт-Петербург — Киев (автомагистраль М20).

## Культура
Учреждения культуры:
- Струго-Красненская районная библиотека,
- Струго-Красненский районный краеведческий музей,
- Струго-Красненский районный дом культуры,
- Дом детского творчества,
- Детская музыкальная школа.

## Достопримечательности
В округе — многочисленные древние захоронения, языческие кладбища, курганы (3-е тысячелетие до н. э.).

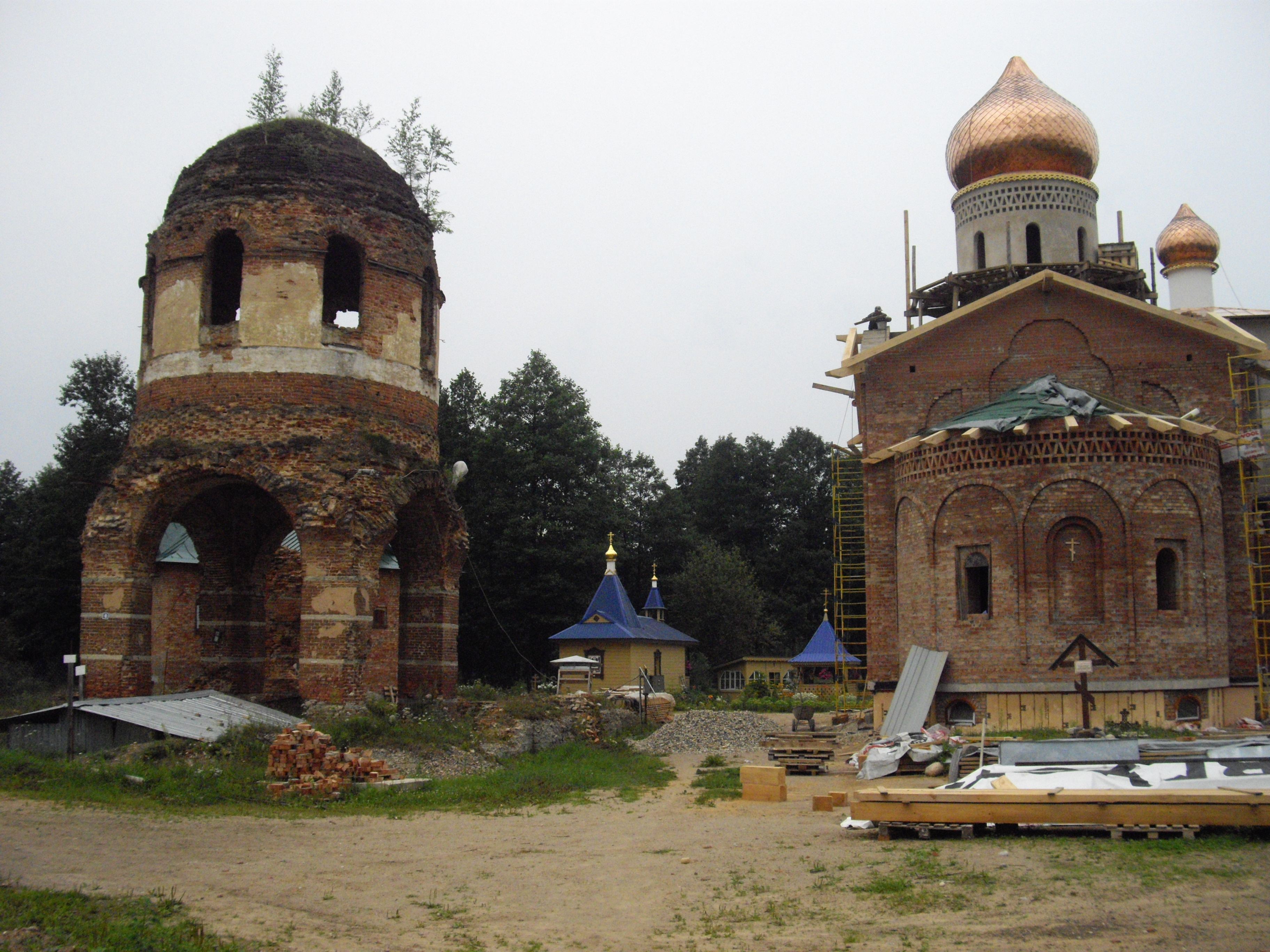
Остатки монастыря Феофилова пустынь (основан в XIV веке, в деревне Феофилова Пустынь, в 1923-2002 Николаево, Струго-Красненского района).
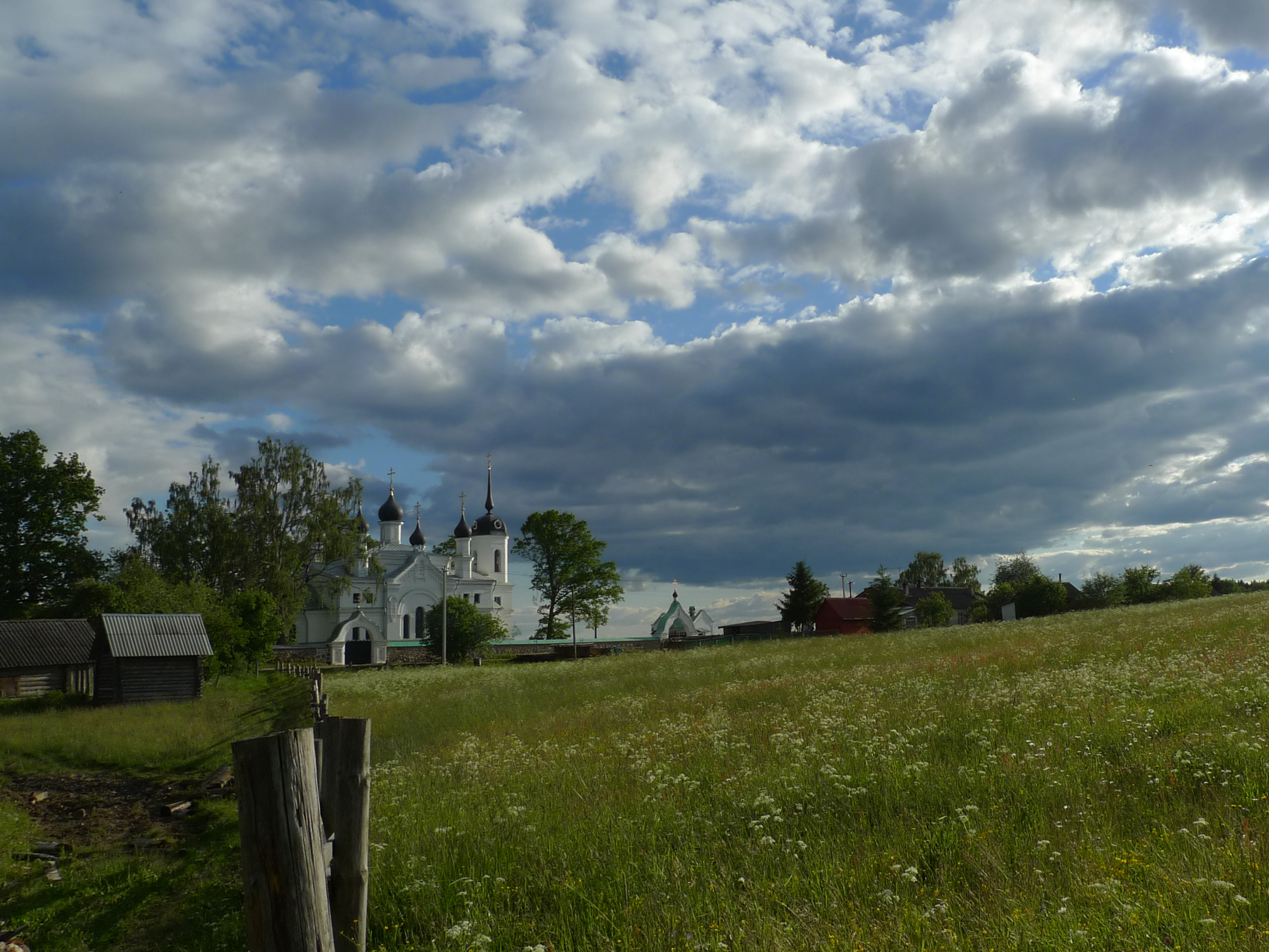
Творожковский женский монастырь со Свято-Троицким собором (1882).

## Известные люди
Известные люди, связанные с территорией района:
- Антонов, Семён Платонович (1909 ст. Новоселье — 1954) — учёный, гидрограф, исследователь Арктики.
- Афанасьев, Евгений Михайлович (1926 д. Машутино — 2002) — поэт, баснописец, журналист, член Союза писателей России.
- Бондаровская, Юта (1928 д. Залазы — 1944) — партизанка, пионер-герой.
- Глинский, Сергей Николаевич (1913 д. Ягодно — 1978) — майор, военный лётчик, Герой Советского Союза.
- Голубев, Иван Дмитриевич (1903 д. Углы — 1980) — полный кавалер ордена Славы.
- Дроздов, Александр Андреевич (1924 д. Веретейка — 1945) — полный кавалер ордена Славы.
- Евстафьев, Георгий Алексеевич (1924 с. Новоселье — 1975) — полковник, Герой Советского Союза.
- Иванов, Иван Михайлович (1896 д. Княжицы — 1941) — полковник, командир 111-й стрелковой дивизии (1940—1941).
- Ислентьев, Владимир Анатольевич (1967 д. Пятчино — 2000) — военнослужащий, гранатомётчик 6-й роты 104-го парашютно-десантного полка. Кавалер ордена Мужества (посмертно).
- Котов, Александр Алексеевич (1961 пос. Струги Красные) — председатель Псковского областного Собрания депутатов пятого, шестого и седьмого созывов.
- Кудрявцев, Иван Васильевич (1921 д. Лудони — 1975) — организатор оборонной промышленности, генеральный директор КНИИРЭ (НПО «Квант»), лауреат Государственной премии СССР.
- Купри, Эдуард Иосифович (1928 Карсаково — 2013) — полярный капитан, почётный полярник, участник Советских Антарктических экспедиций.
- Лихачёв, Владимир Александрович (1931 д. Палицы — 1996) — доктор физико-математических наук, профессор.
- Николаев, Николай Васильевич (1922 д. Скочнево — 1993) — советский военачальник, генерал-лейтенант.
- Никонов, Дмитрий Иванович (1901 с. Щир — 1944) — советский военачальник, гвардии полковник, командующий артиллерией 90-го ск.
- Матвеев, Иван Фёдорович (1922 д. Горбы — 1989) — полный кавалер ордена Славы.
- Модзалевский, Александр Николаевич (1849 д. Гари — 1921) — священнослужитель, педагог, писатель.
- Модзалевский, Константин Николаевич (1844 д. Гари — 1917) — педагог, редактор, издатель.
- Модзалевский, Лев Николаевич (1837 д. Гари — 1896) — выдающийся педагог.
- Овсянкин, Михаил Иванович (1923 д. Моложане — 1978) — подполковник, Герой Советского Союза.
- Павлов, Василий Федотович (1895 д. Лог — 1941) — советский военачальник, генерал-майор.
- Петров, Анатолий Николаевич (1937 Струги Красные — 2006) — редактор, писатель, художник; член редколлегии журнала «Нева».
- Петров, Владимир Александрович (1913 д. Коневицы — 1984) — советский военачальник, генерал-майор авиации.
- Родионов, Александр Илларионович (1930 д. Соседно — 2003) — директор кооператива «Псковский гончар», почётный гражданин города Пскова.
- Семёнов, Николай Никонович (1896 д. Жупалово — 1998) — советский военачальник, генерал-лейтенант.
- Степанов, Дмитрий Степанович (1906 д. Ручьи — 1969) — советский военачальник, генерал-лейтенант.
- Успенский, Александр Витальевич (род. 1943 совхоз «Вперёд») — учёный, доктор ветеринарных наук, профессор, директор ВНИИ Фундаментальной и прикладной паразитологии животных и растений им. К. И. Скрябина, член-корреспондент РАСХН, член-корреспондент РАН.
- Хмылко, Вадим Владимирович (1924 с. Новоселье — 1972) — партийный и советский руководитель, первый секретарь Псковского райкома КПСС (1961—1970), Герой Социалистического Труда.
- Чихачёв, Николай Иванович (род. 1925 Старое Заречье) — ветеран Великой Отечественной войны, капитан 1-го ранга, журналист-международник, кандидат исторических наук, главный редактор журнала «Советское военное обозрение» (1981—1986).

## Интересные факты
В советский период название района писалось слитно — Стругокрасненский, хотя сам посёлок, давший название району, тогда же писался как Струги-Красные. После официальной регистрации муниципального образования, название, вопреки всем правилам русского языка, разделилось дефисом и теперь пишется — Струго-Красненский, а название посёлка наоборот дефис потеряло.
С 2006 года на территории района ежегодно проводится один из этапов Кубка России по ралли «Струги Красные».